# Anna Karenina (miniserie de 2013)
Anna Karenina es una miniserie de televisión italiana inspirada en la novela homónima de León Tolstói. Dirigida por Christian Duguay y producida por las cadenas Lux Vide (Italia), Beta Film (Alemania), Pampa Production (Francia) y Telecinco (España), respectivamente.

## Sinopsis
Una de las más grandes historias de amor jamás escritas, contada según las intenciones de Tolstoi. Después de decenas de adaptaciones cinematográficas y televisivas, la historia de Anna Karenina se ve con ojos completamente nuevos, a través de la reinterpretación de partes de la novela que a menudo se pasan por alto.
En la miniserie las protagonistas son dos mujeres: Anna y Kitty. La tragedia y la realización de una felicidad, un sentimiento y una razón conmovedores e imperfectos, un amor extraordinario y un amor cotidiano entrelazados en ese relato original y absoluto que es Anna Karenina.
La trama se desarrolla entre diferentes parejas en un juego de simetrías, equilibrios estructurales y contrapesos: Stiva y Dolly, Kitty y Levin, Anna y Vronskij y Anna y Karenin. Todo gira en torno a estas parejas, cada una de las cuales conduce a una profunda reflexión sobre el concepto de familia y matrimonio, dibujando un fresco imborrable sobre las verdades del amor.

## Reparto
- Vittoria Puccini como Anna Karenina.
- Benjamin Sadler como el conde Aleksej Karenin.
- Santiago Cabrera como el conde Aleksej Vronsky.
- Lou de Laâge como la princesa Katerina "Kitty" Ščerbackaja.
- Max von Thun como Konstantin Levin.
- Carlotta Natoli como Dolly Ščerbackaja.
- Pietro Sermonti como Stepan "Stiva" Arkadevič Oblonskij.
- Léa Bosco como Betsy.
- María Castro como Varenka.
- Patricia Vico como la condesa Lidia Ivanovna.
- Sydne Rome como la princesa Ščerbackaja.
- Ángela Molina como la condesa Vrónskaya.